# Fatuc Francisco
Fatuc Francisco ist eine Aldeia des Sucos Camea (Verwaltungsamt Cristo Rei, Gemeinde Dili). 2015 lebten in Fatuc Francisco 946 Einwohner.

## Lage
Fatuc Francisco liegt im Westen des Sucos Camea. Die Rua Fatu-Ahi bildet die Nordgrenze von Fatuc Francisco. Auf der anderen Straßenseite liegen die Aldeias Terminal und Bedois. Im Süden liegt die Aldeia Buburlau und im Osten reicht Fatuc Francisco bis an die Aldeia Aidac Bihare. Westlich von Fatuc Francisco, jenseits des Flussbetts des Benamauc, eines Quellflusses des Mota Clarans, befindet sich der Suco Becora. Die Flüsse führen nur in der Regenzeit Wasser.